# Complexo Industrial e Portuário do Pecém
O Complexo Industrial e Portuário do Pecém (CIPP), também conhecido como Complexo do Pecém, é uma área da Região Metropolitana de Fortaleza, localizado entre os municípios de Caucaia e São Gonçalo do Amarante, a 60 quilômetros de Fortaleza, no estado do Ceará.
O complexo é administrado pela Companhia de Desenvolvimento do Complexo Industrial e Portuário do Pecém (CIPP S/A), por meio de uma joint venture formada pelo Governo do Estado do Ceará, no Brasil, e pelo Porto de Roterdã, nos Países Baixos.
Composto pelo Complexo Industrial do Pecém, Porto do Pecém e Zona de Processamento de Exportação (ZPE) do Ceará, o Complexo do Pecém ocupa uma grande área de mais de 19 mil hectares.
O plano diretor do CIPP divide a região em quatro setores. O primeiro é destinado às termelétricas e à Companhia Siderúrgica do Pecém (CSP); o segundo, à refinaria e polo petroquímico; o terceiro, à área industrial e o quarto, é da área institucional, serviços e ZPE.

## Histórico
Em março de 1995 foram iniciados pelo Grupamento de Navios Hidroceanográficos da Marinha do Brasil os levantamentos ecobatimétricos da costa do Estado do Ceará, na região do acidente geográfico denominado de Ponta do Pecém, no município de São Gonçalo do Amarante, a cerca de 60 km da capital do estado, Fortaleza.
Em dezembro do mesmo ano, o decreto da Assembleia Legislativa do Ceará, sancionado pela Lei n.º 12.536/95, criava a Companhia de Integração Portuária do Ceará (Cearáportos), vinculada à Secretaria da Infraestrutura do Estado (Seinfra), que seria a responsável pela administração do futuro Terminal Portuário do Pecém e por promover o desenvolvimento econômico do Estado do Ceará.
Somente em 2002, era inaugurado o Complexo Industrial e Portuário do Pecém, durante o mandato do então governador Tasso Jereissati, em parceria com o Governo Federal.
Com a construção do Complexo Industrial e Portuário do Pecém, a área da praia foi diminuída, o que trouxe prejuízos ao turismo da região. Segundo a percepção dos pescadores, após a instalação do CIPP, cerca de 50% declararam que este número diminuiu devido às oportunidades de trabalho surgidas com a implantação do porto, o que fez alguns pescadores abandonarem a atividade.
Em 2018, teve início a parceria com o Porto de Roterdã, nos Países Baixos, que hoje detém 30% do controle do Complexo do Pecém.
No ano de 2021, o terminal portuário cearense superou, pela primeira vez na sua história, a marca de 20 milhões de toneladas movimentadas. Ao todo, entre janeiro e dezembro daquele ano, 22.417.077 toneladas passaram pelo terminal portuário cearense, um crescimento de 40,7% em relação ao mesmo período de 2020, o que representou, naquele ano, um recorde absoluto para o setor portuário cearense.
No dia 11 de fevereiro de 2022 foi inaugurada, pelo então governador Camilo Santana, a segunda expansão do CIPP. As estruturas inauguradas mobilizaram um investimento de R$ 772,8 milhões e consistiam em um novo portão de acesso (Gate 2), uma ponte para os píeres (Ponte 2) e um berço de atracação adicional (Berço 10).

## Composição do complexo

### Terminal Portuário do Pecém
O Terminal Portuário do Pecém, ou apenas Porto do Pecém, é o principal porto marítimo do Ceará, sendo essencial na cadeia logística do estado. O porto tem como um de seus objetivos viabilizar a operação de atividades portuárias e industriais integradas, imprescindíveis ao desenvolvimento de um complexo industrial, assumindo por isso as características de Porto Industrial.
Ele é constituído de três píeres marítimos, sendo o primeiro (Píer 1) para granéis sólidos, líquidos e carga geral não conteinerizada, o segundo (Píer 2) para granéis líquidos e o terceiro (TMUT) para granel sólido, carga geral conteinerizada e não conteinerizada.
Por se tratar de um terminal “off shore”, os píeres de atracação estão protegidos da ação das ondas e correntes por um quebra-mar de berma, na forma de “L” com 2.770 m de extensão. Os píeres são ligados ao continente por duas pontes rodoviárias que interligam o Pátio de Armazenagem às instalações de atracação de navios.

### Zona de Processamento de Exportação do Ceará (ZPE)
A Zona de Processamento de Exportação do Ceará (ZPE), ou somente ZPE Ceará, foi fundada em 2010 com o objetivo de prestar serviços às empresas instaladas na área da zona franca e promover instalações, estrutura e equipamentos necessários às atividades das autoridades aduaneiras.

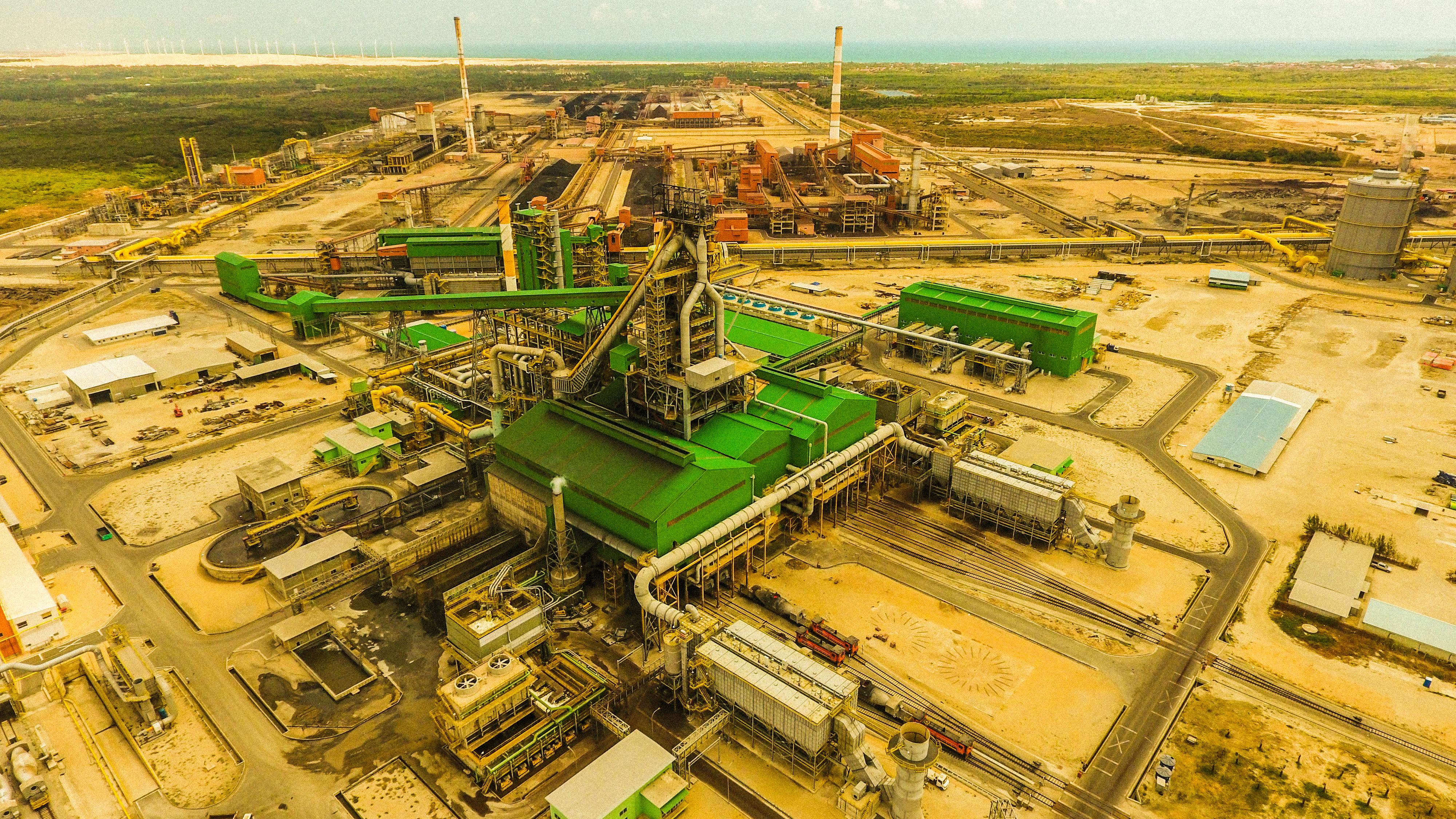
Alto-Forno da Companhia Siderúrgica do Pecém (CSP), maior empreendimento da ZPE Ceará.

As ZPEs são distritos industriais incentivados, destinados a sediar empresas orientadas para o mercado externo. Para efeito de controle aduaneiro, as ZPEs são consideradas zonas primárias. Como instrumento de política industrial, essas zonas buscam fortalecer a balança comercial, atrair investimentos estrangeiros, fortalecer a competitividade das exportações brasileiras, gerar emprego e difundir novas tecnologias no país. As empresas que se instalam em ZPE têm acesso a tratamento tributário, cambial e administrativo especiais, previstos na Lei Federal nº 11.508, de 20 de julho de 2007.
Com 6.182 hectares de área para investimentos, a ZPE Ceará iniciou sua produção em 2016 e já movimentou mais de 85 milhões de toneladas de cargas em sua história. Desta forma, o empreendimento tem se consolidado como um importante instrumento de promoção do crescimento e consolidação da economia do Ceará e do Brasil em consonância com as práticas internacionais.
Um dos principais diferenciais competitivos da ZPE Ceará é a sua completa integração com o Porto do Pecém, estando localizado a apenas seis quilômetros da Área de Despacho Aduaneiro (ADA) da Zona de Processamento de Exportação. Uma rodovia, pronta para receber grandes cargas, conecta esses dois equipamentos, contribuindo assim para a redução dos custos logísticos e proporcionando uma logística integrada.
Hoje, a ZPE Ceará recebe diversos insumos utilizados em sua produção via Porto do Pecém. Além disso, parte do que é produzido na Free Trade Zone é embarcado para outros locais do Brasil e do mundo através do terminal portuário.

### Complexo Industrial do Pecém

Vista aérea da Aeris Energy em primeiro plano e de outras indústrias localizadas no Complexo Industrial do Pecém.

O Complexo Industrial do Pecém, localizado entre os municípios cearenses de São Gonçalo do Amarante e Caucaia, tem como objetivo viabilizar a operação de atividades portuárias e industriais integradas, imprescindíveis ao desenvolvimento de um complexo com características de porto industrial.

#### Empresas instaladas no complexo industrial:

##### Indústrias[15]
- Aço Cearense;
- Aeris Energy,  fabricante de pás para geradores de energia eólica;
- ArcelorMittal Pecém (Companhia Siderúrgica do Pecém);
- Cimento Apodi;
- DSM;
- EDP Brasil (Usina termoelétrica Pecém I);
- ENEL;
- Eneva (Usina termoelétrica Pecém II);
- Eternit;
- Gerdau Silat;
- Hydrostec;
- Jotadois Prefabrick;
- Matsuda Ceará;
- Mizu Cimentos;
- Ourofértil;
- Phoenix Services;
- Polimix Concreto;
- Roca Cerâmica;
- Sudamin Remafra;
- TermoCeará;
- Votorantim Cimentos;
- White Martins.

##### Serviços Logísticos e Depots[15]
- Daniel Transportes
- Grupo Cordeiro
- Termaco
- TB Transportes
- TMC – Terminal Multimodal de Cargas
- Transleo Logística
- Unilink – Serviços Logísticos
- VLI Logística

## Infraestrutura
- A região industrial faz parte do projeto Eixão das Águas,
- A interligação modal ferroviária pela Transnordestina,
- Sistema rodoviário através da BR-222 e CE-422.